# Sennecey-lès-Dijon
Sennecey-lès-Dijon ist eine französische Gemeinde mit 2.125 Einwohnern (Stand 1. Januar 2022) im Département Côte-d’Or in der Region Bourgogne-Franche-Comté. Sie gehört zum Arrondissement Dijon und zum Kanton Chevigny-Saint-Sauveur. Die Einwohner der Gemeinde werden Senneçois oder Senneçoises genannt.

## Geographie
Sennecey-lès-Dijon befindet sich etwa fünf Kilometer südöstlich von Dijon und wird umgeben von den Nachbargemeinden Quetigny im Norden, von Magny-sur-Tille im Osten, von Ouges im Süden und von Dijon im Westen. 

## Bevölkerungsentwicklung
| Jahr                       | 1968 | 1975  | 1982 | 1990 | 1999 | 2006 | 2016 | 2019 |
| Einwohner                  | 749  | 1.073 | 927  | 1535 | 2168 | 2305 | 2076 | 1966 |
| Quellen: Cassini und INSEE |      |       |      |      |      |      |      |      |

## Sehenswürdigkeiten
- Kirche Saint-Maurice
- Rathaus
- Kriegerdenkmal für die Gefallenen des Ersten Weltkriegs

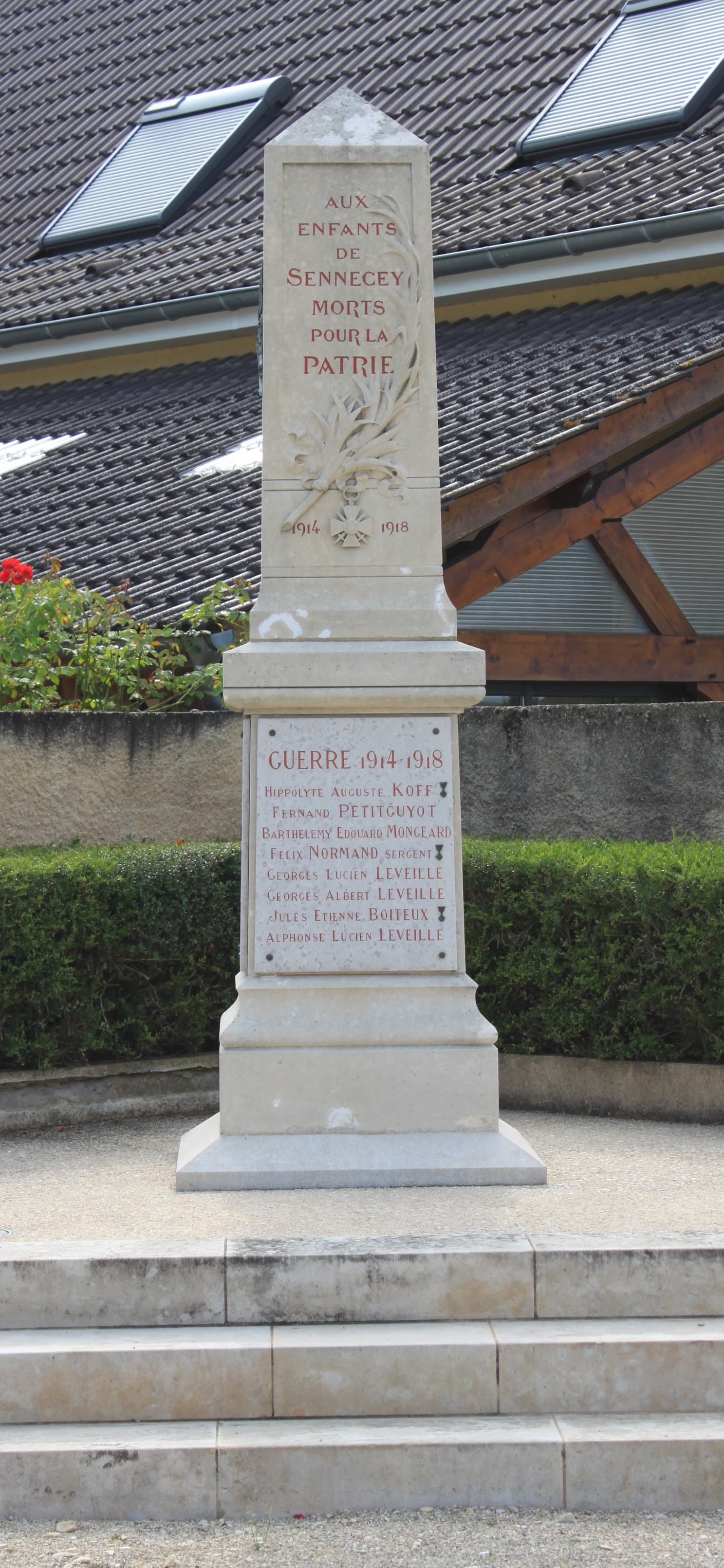
Gefallenendenkmal
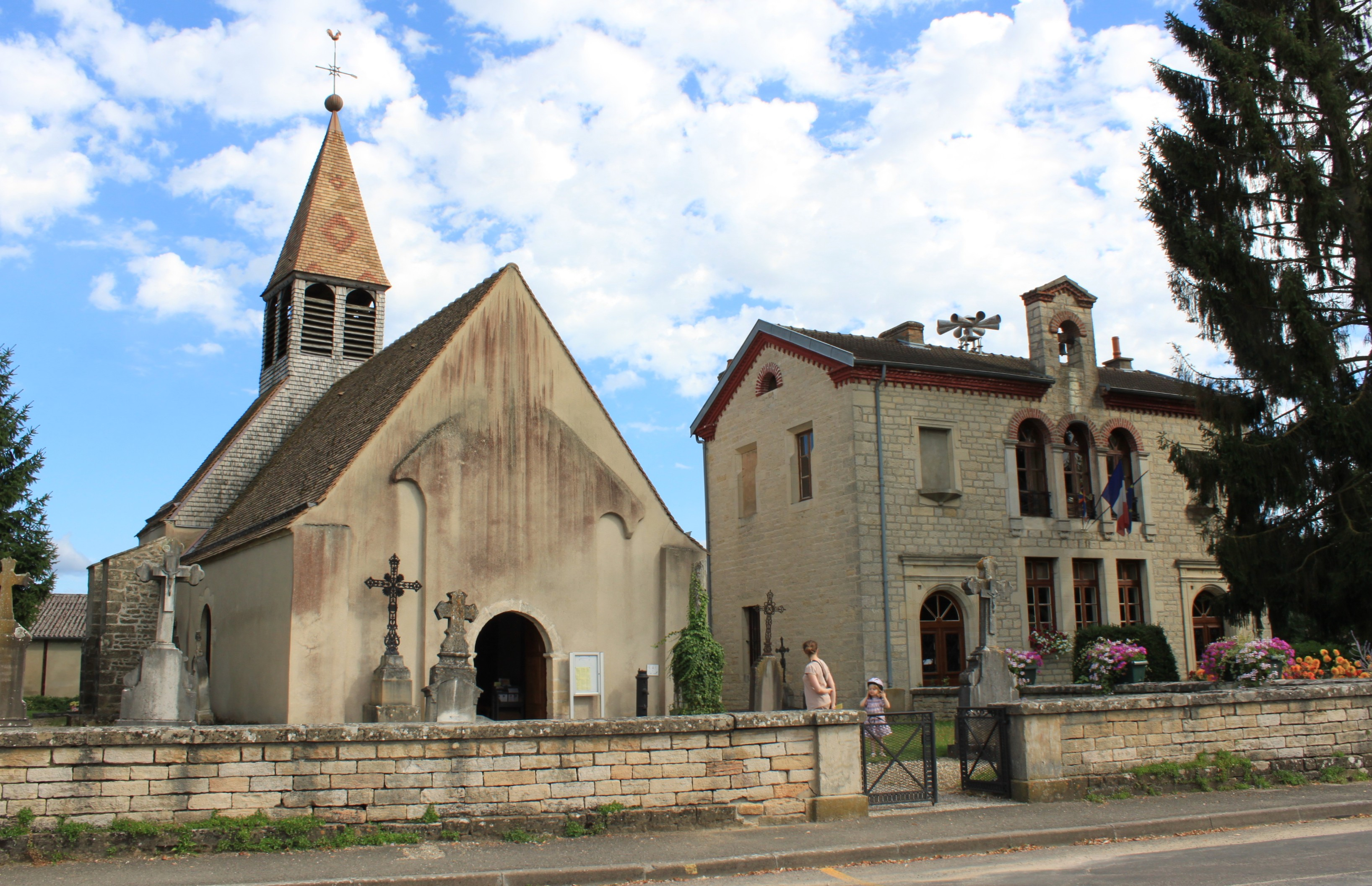
Kirche Saint-Maurice und Rathaus